# مولی (دزفول)
مولی روستایی از توابع بخش سردشت شهرستان دزفول در استان خوزستان ایران است.

## جمعیت
این روستا در دهستان سید ولی‌الدین قرار دارد و بر اساس سرشماری مرکز آمار ایران در سال ۱۳۸۵، جمعیت آن ۲۰ نفر (۵ خانوار) بوده‌است.